# Гордінешть (Резинський район)
Гордінешть (рум. Gordinești) — село у Резинському районі Молдови. Утворює окрему комуну.

## Населення
За даними перепису населення 2004 року у селі проживали 1089 осіб.
Національний склад населення села:
| Національність   | Кількість осіб | Відсоток   |
| ---------------- | -------------- | ---------- |
| молдавани румуни | 1072 5         | 98,4% 0,5% |
| українці         | 7              | 0,6%       |
| росіяни          | 4              | 0,4%       |
| цигани           | 1              | 0,1%       |
| Всього           | 1089           | 100%       |